# Оуайн Кивейлиог
О́уайн Киве́йлиог (валл. Owain Cyfeiliog; ок. 1130—1197) — валлийский правитель южной части Поуиса, известный также как поэт. Его настоящее имя — Оуайн ап Грифид, однако обычно его называют Оуйаном Кивейлиогом, чтобы отличить от современного ему правителя Гвинеда Оуайна Гвинеда.

## Биография
Оуайн был сыном Грифида ап Маредида и племянником Мадога ап Маредида, последнего правителя, под чьей властью находился весь Поуис. В 1147 году Оуайн получил от своего дяди коммот Кивейлиог, а после смерти Мадога в 1160 году унаследовал почти весь южный Поуис. Мать Оуайна, Гвервил верх Гургенас, была прапраправнучкой Элистана.
Оуайн женился на Гвенллиан верх Оуайн, внучке Грифида Гвинедского.
В 1165 году он совместно с другими валлийскими правителями принял участие в отражении вторжения в Уэльс короля Англии Генриха II. В последующие годы он часто выступал союзником английской короны. В 1170 году Оуайн предоставил землю для строительства монастыря Страта Марцелла, однако в 1188 году отказался оказать поддержку архиепископу Кентерберийскому Балдуину, который совместно с Гиральдом Камбрийским совершал поездку по Уэльсу, надеясь привлечь людей в крестовый поход. За это Оуайн был отлучён от церкви.
В 1195 году Оуайн передал трон своему сыну Гвенвинвину и удалился в Страта-Марцелла, где и скончался двумя годами позже. Оуайн похоронен в этом монастыре, несмотря на своё отлучение.
Оуайн также был известен как поэт. Сохранилось всего одно его произведение, Hirlas Owain («Рог Оуайна»), в котором он восхваляет своих воинов, успешно освободивших Мейрига (брата Оуайна) из тюрьмы.